# جيف كارسون
جيف كارسون (بالإنجليزية: Jeff Carson)‏ هو مغن مؤلف وموسيقي أمريكي، ولد في 16 ديسمبر 1963 في تلسا في الولايات المتحدة.

## وصلات خارجية
- جيف كارسون على موقع IMDb (الإنجليزية)
- جيف كارسون على موقع ميوزك برينز (الإنجليزية)
- جيف كارسون على موقع ديسكوغز (الإنجليزية)
- جيف كارسون على موقع قاعدة بيانات الفيلم (الإنجليزية)